# Meulebos, Meulereed en 't West
Het Meulebos, Meulereed en 't West zijn natuurgebieden bij Oldeberkoop in de provincie Friesland. De gebieden liggen op de flank van het beekdal van de Tjonger en zijn eigendom van It Fryske Gea.
Het Meulebos verbindt het Ketliker Skar en de Delleboersterheide. Het bos was een hakhoutbosje dat uitgroeide tot eikenbos. Door het wandelbos lopen enkele beukenlanen. Op de bosbodem groeien de brede stekelvaren en de braam. In het bos leven dassen. Aan de noord- en westzijde gaat het bos over in het open beekdallandschap van de Tjonger in de vorm van hooilandjes, veenslootjes en ruigtelandjes.

## Meulereed
De Meulereed is 35 hectare groot stukje natte natuur. Bij de herinrichting in 2012 zijn twee oorspronkelijke meanders hersteld. Door het verleggen van de kade van de Tjonger volgt deze weer de oude loop. Ook werd een vistrap aangelegd.

## 't West
't West bestaat uit de vrij laag gelegen graslanden Grote Weren en Vietnam. De hooilandjes zijn rijk aan plantensoorten als dotterbloem en waterkruiskruid. Het grasland wordt als broedgebied gebruikt door watersnippen. In de brede sloten metie drijftillen groeien wateraardbei, draadzegge, zompzegge en ronde zegge. In het water groeien waterviolier, waterdrieblad, grote boterbloem en Noordse zegge. De verlande oude petgaten zijn deels dichtgegroeid met grauwe wilg.
Aeltsjemar
· De Alde Feanen
· Bakkeveense Duinen
· Bancopolder
· Bekhofschaans
· Bjirmen
· Blauhúster Puollen
· Bocht fan Molkwar
· Botmar
· Bouwepet
· Buismans Einekoai
· Bûtenfjild
· Van Coehoornbosk
· Delleboersterheide
· Diakonieveen
· Dobbe Stienser Aldlân
· Dobben Hurdegarypsterwarren
· Dunegeaster- en Follegeasterpolder
· Dyksfearten
· Eanjumerkolken
· Easterskar
· Einekoai Piaam
· Einekoaien Lytse Geast
· De Fluezen
· Grikelân en Turkije
· Grutte Wielen
· Heide Hulstreed
· De Hon
· Huitebuersterbûtenpolder
· Joodse begraafplaats Tacozijl
· Joodse begraafplaats Noordwolde
· Kapellepôle
· Ketelermar
· Ketliker Skar
· Kobbelân
· Lendebos
· Lindevallei
· Liphústerheide
· Makkumersúdmar
· Makkumerwaarden
· Mandefjild
· Martenastate
· Meulebos
· Meulereed
· Mokkebank
· Mûntsebuorsterpolder
· Noard-Fryslân Bûtendyks
· 't Oerd
· Ottema Wiersma reservaat
· Park Huize Olterterp
· Park Jongemastate
· Peazemerlannen
· Petgatten De Feanhoop
· Polders Koarnwert
· Ringwiel
· Rysterbosk
· De Ryp
· Schaopedobbe
· Séfonsterpolder
· Sippen-finnen
· Skiedingsboskje
· Slachtedyk
· Steile Bank
· Stokersdobbe
· Sudermarpolder
· Syp Set
· Taconisbosk
· Tsjongerwâlen
· Teroelster Sipen
· Unlân fan Jelsma
· Van Asperen einekoaien
· Warkumermar
· Warkumerwaard
· 't West
· Wilhelmina-oard
· Ychtenerfeanpolder